# أوت ران 2006: كوست تو كوست
أوت ران 2006: كوست تو كوست (بالإنجليزية: OutRun 2006: Coast 2 Coast)‏ ، صدرت في شهر مارس عام 2006م ، وتعمل على أنظمة ألعاب الفيديو ، بلاي ستيشن 2 وبلاي ستيشن بورتبل ومايكروسوفت ويندوز وإكس بوكس .